# Vereniging van Waterbouwers
De Vereniging van Waterbouwers is een Nederlandse werkgevers- en ondernemersorganisatie die de belangen behartigt van aannemers en dienstverleners die in de waterbouw werkzaam zijn. De lidbedrijven zijn actief in kustverdediging, landwinning, baggeren, kust- en oeverwerken, onderhoud en aanleg van vaarwegen, constructieve waterbouw, bodemsanering, zandhandel en zandvervoer.
Voorzitter is H. Postma. De directie wordt gevoerd door A. Vollebregt. De vereniging is gevestigd in Den Haag.